# Viktor Hellberg
Karl Viktor Hellberg, född 3 februari 1893 i Torshälla, död 16 januari 1988, var en svensk psykiater.
Efter studentexamen i Västerås 1913 blev Hellberg medicine kandidat 1918 och medicine licentiat i Stockholm 1925. Han var extra underläkare vid Långbro sjukhus 1920–22, vikarierande stadsläkare i Torshälla periodvis 1921–24, e.o. hospitalsläkare på Sundby sjukhus i Strängnäs 1925, blev underläkare vid Långbro sjukhus 1926, biträdande läkare vid Långbro sjukhus och Stockholms stads psykiatriska poliklinik 1930–32, assistentläkare vid medicinska avdelningen på Sankt Eriks sjukhus 1929 samt var överläkare och styresman vid Stockholms stads öppna vård av psykiskt sjuka 1932–58.
Hellberg var marinläkare av första graden i Marinläkarkårens reserv, styrelseledamot och läkare vid Stiftelsen Fanny Hirschs minne från 1944, suppleant i Sinnessjuknämnden 1945–55 och läkare vid Lidingö stads nykterhetsnämnds informationsbyrå 1961–70. Han författade årsredogörelser från Stockholms stads öppna vård av psykiskt sjuka 1932–57.